# Warren Saré
 (août 2025).
Warren Saré, né en 1965 à Béguédo au Burkina Faso, est un artiste photographe professionnel burkinabè. Il est connu pour son travail photographique sur les tirailleurs sénégalais.

## Biographie

### Enfance, début et étude
Warren Boureima SARE naît en 1965 à Béguédo, village situé dans la région du Centre Est du Burkina Faso. Dès l’âge de 13 ans, il s’intéresse à la photographie mais faute de moyens, il n'obtient son premier appareil qu'en 1986. Ensuite, il dépose ses valises 1987 en Côte d’Ivoire pour continuer le métier de photographe,.

### Carrière
Il effectue plusieurs stages et formations, et participe à des biennales sur le continent africain,. Il apprend aussi auprès des devanciers tels que Malick Sidibé, célèbre photographe malien. De retour au Burkina Faso, en 2008, il réalise une exposition sur les modèles de réussite du Burkina où il retrace le parcours de médecins, politiciens, entrepreneurs, étant parvenus à s’extirper de la pauvreté. En dehors de son art, Warren lance des actions citoyennes écologiques dans son quartier à l’instar des Journées de salubrités, des reboisements et la confection des bacs à ordures afin de lutter contre de réchauffement climatique.

### Engagement
Pour l’ensemble de son engagement auprès de sa communauté, de la jeunesse et ses projets photographiques, il sera fait Chevalier de l’Ordre du Mérite des Arts des Lettres et de la Communication. Il crée le Centre Photographique de Ouagadougou en 2010 où il transmet son savoir et permet aux jeunes artistes africains d’avoir un espace où s’exprimer et exposer leur travail.
Warren est par ailleurs président du réseau africain de la photographie créative et crée avec des amis et collègues le réseau burkinabè des photographes pour le développement (RBPD). Il met aussi son expérience au service de la culture en travaillant avec des cinéastes comme Fanta Régina Nacro, Daniel Kollo Sanou et des musiciens tels que Sami Rama et Dada Cool. En plus, il a été le photographe officiel du SIAO (2000 - 2002 - 2004 - 2006). Tout au long de sa carrière, Warren a parcouru les cérémonies officielles afin de tirer le portrait de personnalités connues. Il a été le photographe privé de la première dame, Chantal Compaoré.

### Portraitiste des tirailleurs sénégalais
Warren fait le tour l’Afrique de l’Ouest et la France depuis plus de 14 ans, à la recherche d’anciens tirailleurs sénégalais, burkinabés, maliens, togolais et autres. Il travaille à recueillir leur témoignage, réaliser leur portrait en uniforme. Il a exposé pour la première fois son travail en 2013 soit 8 ans après le début de son projet. Warren a aussi été sur des grands plateaux télé et radio pour parler de sa mission de valoriser ces anciens combattants.

## Œuvres

### Expositions individuelles
- 2006 : Exposition sur le thème « Historique du SIAO Salon International de l’Artisanat de Ouagadougou », Burkina Faso
- 2008 : Exposition sur les modèles de réussites du Burkina (Fada N’Gourma - Région de l’Est)[12]
- 2008 : Exposition sur le site touristique de Loango au SIAO (Ouagadougou, Burkina Faso)[13].
- 2009 : Exposition sur les modèles de réussites du Burkina (Ouahigouya - Région de Nord)[12]
- 2010 : Exposition sur les modèles de réussites du Burkina (Bobo-Dioulasso - Région des Hauts Bassins)
- 2013 : Exposition « La Dernière Carte » au Centre Culturel La Vénerie, Bruxelles (Belgique)[14]
- 2014 : Exposition « La Dernière Carte » à l’Institut Français de Ouagadougou (Burkina Faso)
- 2017 : Exposition « La Dernière Carte » au Musée municipal d’Angoulême en France[2]
- 2018 : Exposition « La Dernière Carte » sous le nom “ Les Invisibles” à la Galerie Saga, Lille
- 2018 : Exposition « La Dernière Carte » sous le nom “ Les Invisibles” à la Galerie Provost-Hacker à Lille
- 2018 : Projections des témoignages de tirailleurs « La Dernière Carte », Festival Ouaga-NewYork (FONY) à New York
- 2021 : « La place des Dozo dans la société d'aujourd'hui » à Institut Français de Ouagadougou, précédée d'un panel [15];
- 2021 : Résidence artistique à Mannheim[16]
- 2021 : Résidence artistique à Brive-la-Gaillarde[17]
- 2022 : Résidence artistique à Jura
- 2023 : Exposition "Rendre visibles les Invisibles" au CCFN Jean Rouch de Niamey[18]

### Expositions collectives
- 2005 : Exposition collective aux Rencontres Africaines de la photographie à Bamako (Mali)
- 2006 : Exposition collective “Afrique en création”, Paris (France)
- 2008 : Exposition collective « Bamako et au-delà » à l’École de photographie Contraste à Bruxelles (Belgique)

### Filmographie
Il est aussi réalisateur d'un court métrage documentaire de 13 minutes intitulé Anciens combattants.

## Prix et distinctions
En 2011, Warren Saré remporte le prix de la meilleure photographie au Galian.